# Nosaj Thing
 (février 2025).
Si vous disposez d'ouvrages ou d'articles de référence ou si vous connaissez des sites web de qualité traitant du thème abordé ici, merci de compléter l'article en donnant les références utiles à sa vérifiabilité et en les liant à la section « Notes et références ».
Nosaj Thing, né Jason Chung, originaire de Los Angeles en Californie, est un producteur de musique électronique et de hip-hop expérimental.

## Discographie

### Productions
- Busdriver - Split Seconds (2009)
- Nocando - Head Static (2010)
- Flash Bang Grenada - Beat My Bitch (2011)
- Kid Cudi - Man on the Moon
- Kendrick Lamar - Cloud 10

### Remixes
- Plastic Little - More Tongue Less Teeth (2007)
- Health - Tabloid Sores (2008)
- Flying Lotus - Camel (2008)
- Daedelus - It's Madness (2008)
- Blank Blue - Eyes Closed (2009)
- Nalepa - Flatlands (2009)
- STS9 - Empires (2009)
- Jogger - Nice Tights (2009)
- Charlotte Gainsbourg - Heaven Can Wait (2009)
- Radiohead - Reckoner (2009)
- Drake - Forever (2009)
- Adam Freeland - Rock On (2009)
- Boris - Buzz In (2009)
- The xx - Islands (2010)
- Portishead - Wandering Star/Coat of Arms (2010)
- Malachai - Let 'Em Fall" (2011)
- Philip Glass - Knee 1 (2012)